# Johannes Tzimiskes

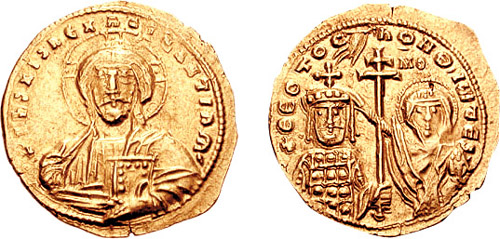
Johannes beschützt von Gott und der Jungfrau Maria

Johannes I. Tzimiskes (griechisch Ἰωάννης Αʹ «Τζιμισκὴς» Κουρκούας Iōannēs I. „Tzimiskís“ Kurkuas; * wahrscheinlich 924 in Konstantinopel; † 10. Januar 976 ebenda) war von 969 bis 976 byzantinischer Kaiser. Er starb nach der Rückkehr von einem Feldzug gegen die Araber wahrscheinlich an Typhus. Sein Beiname „Tzimiskes“ stammt vom armenischen Wort tschemschkik ab, das „klein“ bedeutet.

## Leben

### Werdegang bis zur Kaiserkrönung

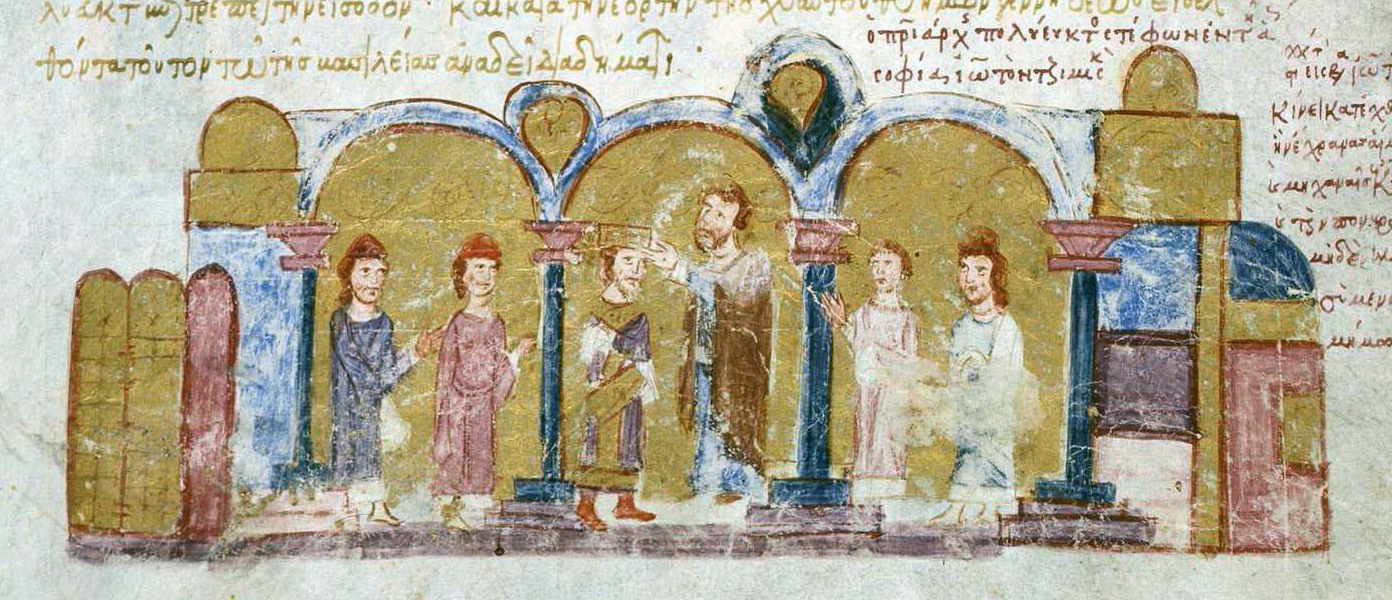
Krönung Kaiser Tzimiskes. Chronik des Johannes Skylitzes. Madrid, Biblioteca Nacional, Vitr. 26-2, fol. 159r

Johannes war armenischer Abstammung und ein Verwandter des Kaisers Nikephoros II. Unter dessen Oberkommando führte er bereits 959 als führender General des Ostheeres einen Feldzug gegen die Hamdaniden zum oberen Euphrat durch. Zusammen mit General Basileios Lekapenos erstürmte General Tzimiskes die Stadt Samosata und fügte dem Gegner eine schwere Niederlage zu. Nach der Erhebung Nikephoros II. zum Kaiser im August 963 wurde Tzimiskes Strategos (General) des Themas Anatolikon. In erster Ehe war er mit Maria Sklerina verheiratet; er sorgte auch dafür, dass sein Schwager Bardas Skleros mit hohen militärischen Posten bedacht wurde und baute seine eigene Machtstellung beim Ostheer aus. Das anfänglich gute Verhältnis zum neuen Kaiser wurde jedoch bald gestört; vermutlich wollte dieser Johannes abberufen. Daraufhin plante Johannes mit der Kaiserin Theophanu, die ihren Gatten wegen seines Äußeren verabscheute und sich zu dem gutaussehenden Johannes hingezogen fühlte, die Ermordung des Kaisers. Am 11. Dezember 969 gelangte Johannes mit seinen Schergen in den Bukoleon-Palast und tötete den schlafenden Nikephoros. Theophanus Drängen zur raschen Heirat mit Tzimiskes, wurde jedoch bitter enttäuscht. Der greise Patriarch Polyeuktos von Konstantinopel verlangte unerbittlich vor Bewilligung seiner Krönung die Kirchenbuße des selbsternannten Kaisers. Verbittert sah Theophanu jetzt ihre Machtposition schwinden, sie musste zusehen wie Johannes seine Position durch die Heirat mit einem anderen Mitglied des älteren Kaiserhauses legitimierte. Theodora, eine der fünf Schwestern des früheren Kaisers Romanos II. wurde aus dem Nonnenkloster geholt und im November 971 durch den neuen Patriarchen Basileios I. Skamandrenos mit dem Kaiser vermählt.

### Innere Aufstände und Außenpolitik
Johannes hatte anfangs schwer mit den Umständen seiner Machtübernahme zu kämpfen. Der Kaiser musste angeordnete Verordnungen seines Vorgängers bezüglich der Besteuerung der Kirche widerrufen, um seine Stellung festigen zu können. Bardas Phokas, Neffe des Kaisers Nikephoros II. und Dux von Chaldia und Koloneia wurde von Tzimiskes nach Amaseia verbannt. Von dort entkam Bardas im Sommer 970 nach Kaisareia in Kappadokien, der Machtbasis seiner Familie und ließ sich zum Basileus ausrufen. Sein Vater Leon Phokas unterstützte von seinem Verbannungsort Lesbos aus die Rebellion, indem er versuchte, die Truppen im europäischen Reichsteil zum Abfall von Johannes Tzimiskes zu bewegen. Der Aufstand der Phokaden wurde jedoch rasch niedergeschlagen. Während sein Vater geblendet wurde, musste Bardas Phokas sich im Sommer 971 in Pisidien dem Feldherrn Bardas Skleros ergeben. Leon Phokas und seine Familie wurden vom Kaiser zwar begnadigt, verloren aber alle Stellungen und wurden auf Chios interniert.
Der Kaiser konnte sich aber im Inneren gegen die Großgrundbesitzer, die sich gegen die Zentralgewalt stemmten, mit harten Maßnahmen durchsetzen. Zudem war er ja nur Sachwalter: ebenso wie unter seinem Vorgänger gehörte die Kaiserkrone offiziell den beiden minderjährigen Söhnen des Kaisers Romanos II. In der Außenpolitik gelangen ihm diplomatische Erfolge. Nach der Gefangennahme des Herzogs Pandulf I. von Capua folgte die Verständigung mit Otto I., welche den Erhalt der letzten Besitzungen in Kalabrien vorerst sicherten. Er sandte 972 seine Nichte Theophanu in das Ostfrankenreich. Sie wurde am 14. April 972 in Rom durch Papst Johannes XIII. mit Ottos Sohn, den späteren Otto II.  getraut. Damit entspannten sich die Beziehungen zwischen den beiden Kaiserreichen merklich.

### Die Feldzüge des Kaisers
Bereits Nikephoros II. hatte den Ruf eines erfolgreichen Feldherrn. Doch Johannes sollte ihn diesbezüglich noch in den Schatten stellen. Johannes träumte von einer Restauratio imperii des Ostreichs. Ziel war sicherlich keine Restauration in den Grenzen eines Justinian I., doch hatten die vorherigen Jahre deutlich gezeigt, dass die Araber längst nicht mehr so stark waren wie in den beiden Jahrhunderten davor.
Infolge des russisch-bulgarischen Krieges eroberte Großfürst Swjatoslaw I. von Kiew große Teile des Zarenreiches Bulgarien. 968 hatte Swjatoslaw den bulgarischen Zaren Boris II. besiegt und 969 seine Hauptstadt nach Pereslavetz verlegt. Im gleichen Jahr eroberten die Russen Philippopolis, marschierten in Thrakien ein und belagerten im Sommer 970 Adrianopel. Im Jahr 970 gelang es dem Feldherrn und Schwager des Kaisers, Bardas Skleros, den geplanten Vormarsch einer russisch-bulgarischen Koalition auf Konstantinopel in der Schlacht von Arkadiopolis vorerst zu stoppen.

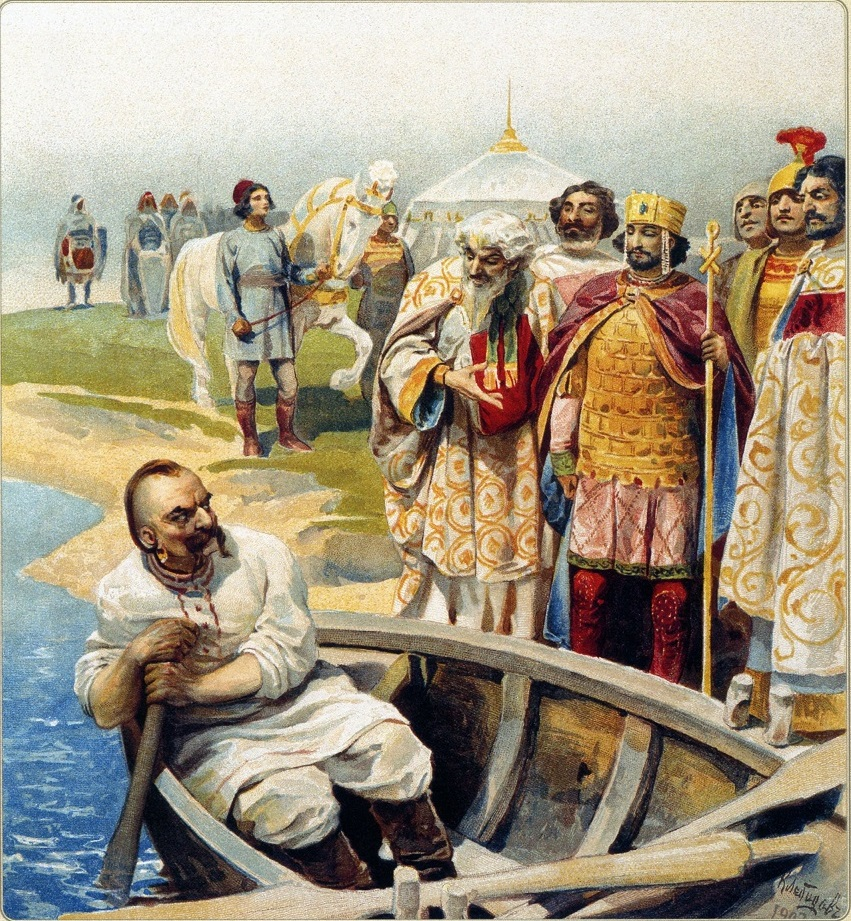
Treffen von Swjatoslaw I. und Johannes Tzimiskes, Historisierende Darstellung von Klavdiy Lebedev, 1916.

Johannes Tzimiskes begann im Frühjahr 971 zur Wiederherstellung des Gleichgewichtes einen Feldzug nach Bulgarien. Mit einem gut gerüsteten Heer besiegte er die Russen am Ufer des Flusses Goljana Kamciya und erstürmte während des Osterfestes die Stadt Preslaw. Die byzantinische Armee wurde durch eine starke Flotte verstärkt, 300 Schiffe operierten an der Donau im Rücken des Gegners und waren mit griechischem Feuer ausgestattet. Nach einem byzantinischen Sieg an der Donau bei Silistra im Mai rettete sich Swjatoslaws Heer in die Festung Dorostolon (Drustur/Durostorum). Johannes Tzimiskes begann mit der Belagerung von Dorostolon, welche insgesamt 65 Tage dauern sollte. Nachdem er seine ausweglose Situation erkannt hatten, ergab sich Swjatoslaws Heer am 24. Juli 971 auf freien Abzug und unterzeichnete einen Friedensvertrag mit dem Byzantinischen Reich. Darin mussten die Rus ihre Ansprüche auf Bulgarien, Ungarn und den früheren byzantinischen Handelsknoten Chersones auf der Krim aufgeben. Silistra wurde nach dem Einzug der Byzantiner nach der Gattin des Kaisers in Theodoropolis umbenannt.
Nach dem Machtverfall des Abbasiden-Kalifats versuchte das Konkurrenz-Kalifat der Fatimiden in Tunesien (Mahdia) durch Truppenverschiebungen über das Niltal und Palästina bei der Verteidigung Syriens einzugreifen. Während der Kämpfe am Balkan hatten die Araber bereits 971 versucht, das verlorene Antiochia am Orontes zurückzugewinnen und konnten im Juli 972 ein byzantinisches Kontingent vor Amida vernichten.
Im Feldzug von 974 wandte sich der Kaiser mit einem neuen Heer gegen die Araber an der Ostgrenze, der Marsch erfolgte über Umwegen nach Armenien. Er konnte sich mit Truppen des verbündeten Königs Aschot III. erheblich verstärken und marschierte über Martyropolis (Mayyafariquin) und Amida nach Süden. Die Bevölkerung von Nisibis entfloh beim Anmarsch der Byzantiner kampflos in die Ebene von Dschazira. Warum Tzimiskes den Feldzug nicht gegen das ungeschützte Bagdad weiterführte und mit reicher Beute ins Winterlager nach Antiochia zurückkehrte, bleibt unklar.
Während des Winters auf 975 musste Johannes, in die Hauptstadt zurückgekehrt, den asketischen Patriarchen Basileios Skamandrenos ersetzen und den nach Konstantinopel geflohenen römischen Papst Bonifaz VII. Asyl gewähren. Im Frühjahr 975 wurde die verworrene Kirchenpolitik durch die Erhebung des neuen Patriarchen Antonios Studides beigelegt.
Nach Antiochia zurückgekehrt, führte er seine Armee im Feldzug von 975 zuerst nach Emesa, das sich kampflos ergab und nahm dann die alte Handelsmetropole Baalbek ein. Das Ende der arabischen Herrschaft in Syrien schien kurz bevorzustehen, schließlich fiel die syrische Hauptstadt Damaskus an Byzanz zurück.
Schließlich marschierte Johannes Tzimiskes im Sommer 975 in Palästina ein. Es gelang seinen Truppen, Nazareth und die wichtigen Hafenstädte Akkon und Caesarea Maritima zu erobern. Er ließ darauf auch Sidon und Byblos stürmen, um sich über diese Hafenstädte den Nachschub durch seine Flotte sichern zu können. Auf die Einnahme der Heiligen Stadt Jerusalem verzichtete er jedoch, weil er sich bereits an der Küste am Widerstand der Festung Tiberias verrannt hatte und um seine Versorgungslinien nicht über Gebühr zu belasten. Dennoch hatte Byzanz einen nicht geringen Teil seiner verlorenen Ostgebiete wiedererobert.
Es war ein neuer Höhepunkt byzantinischer Macht, gleichzeitig wurde die strukturellen Schwächen der arabischen Herrschaft offengelegt. Doch auf dem Höhepunkt seines Erfolgs starb der Kaiser überraschend nach der Rückkehr vom syrischen Kriegsschauplatz am 10. Januar 976. Die Todesursache war vermutlich Typhus, allerdings stimmen die griechischen und arabischen Quellen weitgehend darin überein, dass er auf Betreiben des Basileios Lakapenos vergiftet wurde.

### Bedeutung
Johannes I. galt als einer der fähigsten Feldherren und Kaiser, welche Byzanz hervorgebracht hatte. Nachdem bereits sein Vorgänger Nikephoros II. militärisch sehr erfolgreich agiert hatte, gelang es Tzimiskes die Großmachtstellung von Byzanz neu zu errichten. Durch seine Erfolge gegen die Truppen des Kiever Rus am Balkan und gegen die Araber in Syrien stand Byzanz nach der Katastrophe der islamischen Expansion in Palästina und der Levante auf einem neuen Höhepunkt seiner Machtentfaltung. Allerdings blieb Johannes im Hinblick auf territoriale Gewinne hinter seinem Nachfolger Basileios II. zurück, dessen Erfolge aber nur von kurzer Dauer waren.
Dass Johannes aber nur als Usurpator an die Macht kam, indem er seinen Vorgänger und Verwandten Nikephoros II. ermorden ließ, warf aber schon damals, trotz seiner späteren in den zeitgenössischen Quellen bezeugten „ritterlichen Gesten“, einen schwarzen Schatten auf seinen zweideutigen Charakter.
Nach ihm ist die türkische Kleinstadt Çemişgezek benannt worden.